# تيري هاثورن
تيري هاثورن (بالإنجليزية: Terry Hawthorne)‏ هو لاعب كرة قدم أمريكية أمريكي، ولد في 1990 في سانت لويس الشرقية ‏ في الولايات المتحدة.

## وصلات خارجية
- تيري هاثورن على موقع مرجع كرة القدم المحترفة.كوم (الإنجليزية)